# Middletown (Rhode Island)
Middletown è una città degli Stati Uniti d'America, nella Contea di Newport, nello Stato del Rhode Island.
La popolazione era di 17.334 abitanti nel censimento del 2000.